# Lucio Meglio
Lucio Meglio (Sora, 1979) è un sociologo italiano.

## Biografia
Laureato in sociologia all'Università di Roma La Sapienza nel 1998, con una tesi sul pensiero politico e sociologico di John Stuart Mill. Nel 2005 consegue un Master Universitario in Comunicazione pubblica presso la LUMSA di Roma e nel 2010 discute la tesi di Dottorato presso l'Università degli Studi di Cassino e del Lazio Meridionale. Presso questo Ateneo inizia la sua carriera universitaria prima come Assegnista di ricerca ed in seguito dal 2012 come docente di sociologia dei processi culturali incarico tutt'oggi ricoperto. 
Giornalista pubblicista è membro del comitato editoriale della collana Gusto e società dell'editore Franco Angeli di Milano. Nel 2012 è vincitore del premio nazionale Buone prassi in sociologia della salute promosso dall'Università di Bari e dalla Società Italiana di Sociologia della Salute.
La sua principale teoria sociologica attiene al tema cibo-società basata su un'analisi funzionale del rapporto tra alimentazione e processi culturali. È suo il primo testo italiano di sociologia dell'alimentazione pubblicato nel 2012 per i tipi della Franco Angeli il cui estratto sarà pubblicato in lingua inglese su una rivista americana.
Ha condotto varie ricerche empiriche su temi della realtà sociale quali il rapporto religione e giovani (pubblicato nel 2010), pesca e società (pubblicato nel 2012), vino e società (due volumi nel 2011), tempo libero ed immigrazione. 
È stato opinionista in trasmissioni televisive quali Unomattina e Tg2 rubrica Eat parade e sue interviste sono state pubblicate sul Corriere della Sera, La Repubblica, Focus e programmi radiofonici di Radio24 e Radio1.
Accanto alla ricerca sociologica da anni svolge studi su temi agiografici e di storia degli ordini monastici in Italia.

## Opere
- Società religiosa ed impegno nella fede. Indagine sulla religiosità giovanile nel basso Lazio Franco Angeli, 2010
- Oltre il terroir Franco Angeli, 2011;
- Vino e sviluppo locale Morlacchi, 2011;
- I colori del futuro. Indagine sul tempo libero delle seconde generazioni in Italia Franco Angeli 2011;
- Sociologia del cibo e dell'alimentazione Franco Angeli, 2012;
- Uomini di mare Franco Angeli, 2012;
- Gli eremi della Diocesi di Sora, Cassino, Aquino e Pontecorvo Sora, 2013;
- Passionisti sorani San Gabriele edizioni, 2015.

| Controllo di autorità | VIAF (EN) 120525649 · ISNI (EN) 0000 0001 0804 9368 · LCCN (EN) no2010057208 · BNF (FR) cb162533436 (data) |